# Life of Kylie
Life of Kylie (на български: Животът на Кайли) е американско реалити ТВ предаване с участието на Кайли Дженър. Първият сезон на шоуто се състои от 8 епизода с времетраене около 30 минути всеки и започва да се излъчва на 6 август 2017 г. Работата по продукцията започва на 10 април 2017 г., а първото рекламно видео към предаването е излъчено на 11 май същата година.

## Сюжет
Предаването представя живота на модния предприемач и реалити звезда Кайли Дженър, която управлява компания, произвеждаща гримове и в същото време се опитва да води нормален живот и да поддържа приятелството си с Джордин Уудс. В изявление относно продукцията, Дженър разказва: „Последните няколко години от живота ми бяха едно невероятно приключение, благодарение на подкрепата на моите фенове. Шоуто ми позволява да им покажа всички вълнуващи неща, върху които работя, и как изглежда свободното ми време, което прекарвам с приятели“.

## Епизоди
| № | Заглавие                                   | Премиера             | Гледаемост (в млн.) |
| - | ------------------------------------------ | -------------------- | ------------------- |
| 1 | „Деветнадесет: Част I“ (Nineteen: Part 1)  | 6 август 2017 г.     | 1,12                |
| 2 | „Деветнадесет: Част II“ (Nineteen: Part 2) | 6 август 2017 г.     | 1,08                |
| 3 | „Шефът“ (Boss)                             | 13 август 2017 г.    | 0,84                |
| 4 | „Славата“ (Fame)                           | 20 август 2017 г.    | 0,76                |
| 5 | „Балът в Метрополитан“ (Met Ball)          | 27 август 2017 г.    | 0,67                |
| 6 | „Лондон“ (London)                          | 3 септември 2017 г.  | 0,58                |
| 7 | „Перу: Част I“ (Peru: Part 1)              | 10 септември 2017 г. | 0,56                |
| 8 | „Перу: Част II“ (Peru: Part 2)             | 17 септември 2017 г. | 0,56                |

## Мнение на критиците
Списание „Тайм“ пише "Предполага се, че „Life of Kylie“ ще ни запознае с човека зад намусените физиономии. Въпреки това, Дженър съчетава егото на тийнейджър и рефлексивното подмазване на някого, който се е научил да потушава конфесионални импулси". Сади Генис от TV Guide коментира: „Шоуто е като звездата, около която се развива: търсещо своята цел, но и много жалко“.